# Орбесан
Орбеса́н (фр. Orbessan) — коммуна во Франции, находится в регионе Юг — Пиренеи. Департамент — Жер. Входит в состав кантона Ош-Сюд-Эст-Сесан. Округ коммуны — Ош.
Код INSEE коммуны — 32300.

## География

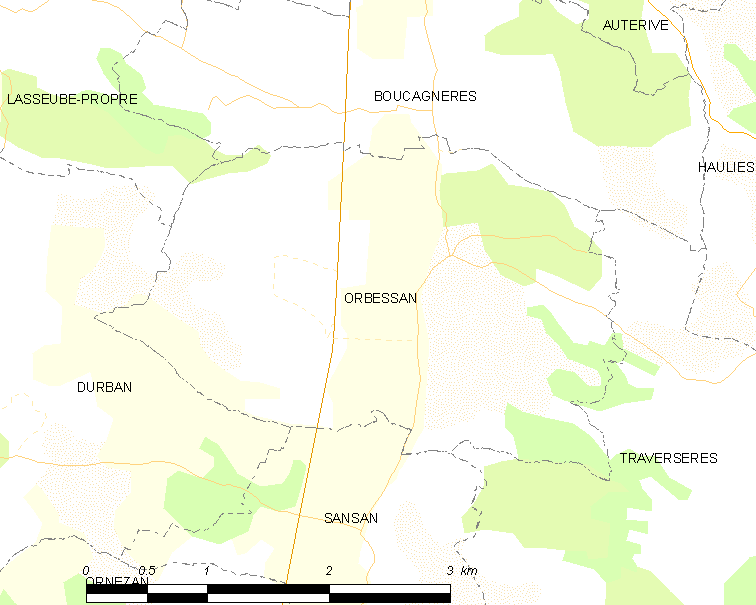
Карта коммуны

Коммуна расположена приблизительно в 610 км к югу от Парижа, в 70 км западнее Тулузы, в 12 км к югу от Оша.
По территории коммуны протекает река Жер.

## Климат
Климат умеренно-океанический. Лето жаркое и немного дождливое, температура часто превышает 35 °С. Зимой часто бывает отрицательная температура и ночные заморозки. Годовое количество осадков — 700—900 мм.

## Население
Население коммуны на 2010 год составляло 255 человек.
| 1962 | 1968 | 1975 | 1982 | 1990 | 1999 | 2010 |
| ---- | ---- | ---- | ---- | ---- | ---- | ---- |
| 102  | 114  | 104  | 134  | 159  | 210  | 255  |

## Администрация
| Период | Период | Фамилия            | Партия | Примечания |
| ------ | ------ | ------------------ | ------ | ---------- |
| ?      | 1995   | Жан-Луи Сен-Мартен |        |            |
| 1995   | 2012   | Робер Ганьё        |        |            |
| 2012   | 2020   | Серж Шамбер        |        |            |

## Экономика
В 2010 году среди 161 человека трудоспособного возраста (15-64 лет) 127 были экономически активными, 34 — неактивными (показатель активности — 78,9 %, в 1999 году было 74,0 %). Из 127 активных жителей работали 119 человек (64 мужчины и 55 женщин), безработных было 8 (3 мужчин и 5 женщин). Среди 34 неактивных 8 человек были учениками или студентами, 13 — пенсионерами, 13 были неактивными по другим причинам.

## Достопримечательности
- Замок Орбесан (XVII век). Исторический памятник с 1942 года[4]
- Фонтан (1776 год). Исторический памятник с 1947 года[5]